# Neobrettus phui
Neobrettus phui är en spindelart som beskrevs av Zabka 1985. Neobrettus phui ingår i släktet Neobrettus och familjen hoppspindlar. Inga underarter finns listade i Catalogue of Life.